# لاردو (کانتابریا)
لاردو (به اسپانیایی: Laredo) یک منطقهٔ مسکونی در اسپانیا است که در استان کانتابریا واقع شده‌است. لاردو ۱۵٫۷۱ کیلومتر مربع مساحت و ۱۱٬۸۰۰ نفر جمعیت دارد و ۵ متر بالاتر از سطح دریا واقع شده‌است.